# Ribiz
Ribiz (lat. Ribes), biljni rod iz porodice Grossulariaceae.

## Opis
Grozdasti plod ribiza (engleski: currant) raste na velikom grmu glatkih grana. Bobice na grozdu velike su kao zrno graška. Prema boji plodova razlikuju se bijele, crvene i crne sorte ribiza. Bijele i crvene sorte imaju kiselkasto sladak, osvježavajući okus, a crni je ribiz posebnog nekima neugodnog okusa. Može biti samonikli (divlji) ili kultiviran.

## Vrste
1. Ribes acerifolium Howell
2. Ribes achurjanii Mulk.
3. Ribes aciculare Sm.
4. Ribes affine Kunth
5. Ribes albifolium Ruiz & Pav.
6. Ribes alpestre Wall. ex Decne.
7. Ribes alpinum L.
8. Ribes amarum Mc Clatchie
9. Ribes amazonica Weigend & E. Rodr.
10. Ribes ambiguum Maxim.
11. Ribes americanum Mill.
12. Ribes anatolicum Behçet
13. Ribes andicola Jancz.
14. Ribes apurimacense Weigend
15. Ribes armenum Pojark.
16. Ribes aureum Pursh
17. Ribes austroecuadorense Freire-Fierro
18. Ribes bicolor Phil.
19. Ribes biebersteinii Berland.
20. Ribes binominatum A. Heller
21. Ribes bogotanum Jancz.
22. Ribes bolivianum Jancz.
23. Ribes brachybotrys (Wedd.) Jancz.
24. Ribes bracteosum Douglas ex Hook.
25. Ribes brandegeei Eastw.
26. Ribes burejense F. Schmidt
27. Ribes caldasiensis Weigend
28. Ribes californicum Hook. & Arn.
29. Ribes canescens Pittier
30. Ribes canthariforme Wiggins
31. Ribes catamarcanum Jancz.
32. Ribes cereum Douglas
33. Ribes ceriferum Coville & Rose
34. Ribes chachapoyense Weigend & Breitkopf
35. Ribes chihuahuense Britton
36. Ribes ciliatum Humb. & Bonpl. ex Roem. & Schult.
37. Ribes colandina Weigend
38. Ribes contumazensis Weigend
39. Ribes costaricensis Weigend
40. Ribes cruentum Greene
41. Ribes cucullatum Hook. & Arn.
42. Ribes cuneifolium Ruiz & Pav.
43. Ribes curvatum Small
44. Ribes cynosbati L.
45. Ribes davidii Franch.
46. Ribes densiflorum Phil.
47. Ribes diacanthum Pall.
48. Ribes dikuscha Fisch. ex Turcz.
49. Ribes divaricatum Douglas
50. Ribes dugesii Greenm.
51. Ribes echinellum (Coville) Rehder
52. Ribes ecuadorense Jancz.
53. Ribes elegans Jancz.
54. Ribes erectum Freire-Fierro
55. Ribes erythrocarpum Coville & Leiberg
56. Ribes fargesii Franch.
57. Ribes fasciculatum Siebold & Zucc.
58. Ribes fedtschenkoi Blin.
59. Ribes fontaneum Bochkarn.
60. Ribes fontinale Britton
61. Ribes formosanum Hayata
62. Ribes fragrans Pall.
63. Ribes franchetii Jancz.
64. Ribes frankei Weigend & Breitkopf
65. Ribes fujisanense S. Sakag. & M. Oishi
66. Ribes fuyunense T. C. Ku & Konta
67. Ribes giraldii Jancz.
68. Ribes glabricalycinum L. T. Lu
69. Ribes glabrifolium L. T. Lu
70. Ribes glaciale Wall.
71. Ribes glandulosum Weber
72. Ribes grande Rose
73. Ribes graveolens Bunge
74. Ribes griffithii Hook. fil. & Thomson
75. Ribes henryi Franch.
76. Ribes heterotrichum C. A. Mey.
77. Ribes himalense Royle ex Decne.
78. Ribes hirtellum Michx.
79. Ribes hirticaule J. F. Macbr.
80. Ribes hirtum Humb. & Bonpl. ex Roem. & Schult.
81. Ribes horridum Rupr. ex Maxim.
82. Ribes huancabambense Weigend & Breitkopf
83. Ribes hudsonianum Richardson
84. Ribes humile Jancz.
85. Ribes hunanense Chang Y. Yang & C. J. Qi
86. Ribes incarnatum Wedd.
87. Ribes incertum J. F. Macbr.
88. Ribes indecorum Eastw.
89. Ribes inerme Rydb.
90. Ribes integrifolium Phil.
91. Ribes janczewskii Pojark.
92. Ribes japonicum Maxim.
93. Ribes khorasanicum Saghafi & Assadi
94. Ribes kialanum Jancz.
95. Ribes komarovii Pojark.
96. Ribes laciniatum Hook. fil. & Thomson
97. Ribes lacustre (Pers.) Poir.
98. Ribes lambayequense Weigend
99. Ribes lasianthum Greene
100. Ribes latifolium Jancz.
101. Ribes laurifolium Jancz.
102. Ribes laxiflorum Pursh
103. Ribes lehmannii Jancz.
104. Ribes leptanthum A. Gray
105. Ribes leptostachyum Benth.
106. Ribes lobbii A. Gray
107. Ribes longeracemosum Franch.
108. Ribes luridum Hook. fil. & Thomson
109. Ribes luteynii Weigend
110. Ribes macrobotrys Ruiz & Pav.
111. Ribes macrostachyum Jancz.
112. Ribes madrense Coville & Rose
113. Ribes magellanicum Poir.
114. Ribes malvaceum Sm.
115. Ribes malvifolium Pojark.
116. Ribes mandshuricum (Maxim.) Kom.
117. Ribes marshallii Greene
118. Ribes maximoviczianum Kom.
119. Ribes maximowiczii Batalin
120. Ribes mediatum Mesicek & Soják
121. Ribes melananthum Boiss. & Hohen.
122. Ribes menziesii Pursh
123. Ribes mescalerium Coville
124. Ribes meyeri Maxim.
125. Ribes microphyllum Kunth
126. Ribes missouriense Nutt. ex Torr. & A. Gray
127. Ribes montigenum Mc Clatchie
128. Ribes moupinense Franch.
129. Ribes multiflorum Kit. ex Roem. & Schult.
130. Ribes nanophyllum Freire-Fierro & Endara
131. Ribes neglectum Rose
132. Ribes nelsonii Coville & Rose
133. Ribes nemorosum Phil.
134. Ribes nevadense Kellogg
135. Ribes nigrum L.
136. Ribes niveum Lindl.
137. Ribes orientale Desf.
138. Ribes orizabae Rose
139. Ribes ovalifolium Jancz.
140. Ribes oxyacanthoides L.
141. Ribes pallidiflorum Pojark.
142. Ribes pentlandii Britton
143. Ribes petraeum Wulfen
144. Ribes pinetorum Greene
145. Ribes pringlei Rose
146. Ribes procumbens Pall.
147. Ribes pseudofasciculatum K. S. Hao
148. Ribes pulchellum Turcz.
149. Ribes punctatum Ruiz & Pav.
150. Ribes quercetorum Greene
151. Ribes roezlii Regel
152. Ribes rotundifolium Michx.
153. Ribes rubrisepalum L. T. Lu
154. Ribes rubrum L.
155. Ribes sachalinense (F. Schmidt) Nakai
156. Ribes sanchezii Weigend
157. Ribes sanguineum Pursh
158. Ribes sardoum Martelli
159. Ribes saxatile Pall.
160. Ribes sericeum Eastw.
161. Ribes setchuense Jancz.
162. Ribes sinanense F. Maek.
163. Ribes soulieanum Jancz.
164. Ribes speciosum Pursh
165. Ribes spicatum E. Robson
166. Ribes steinbachiorum Weigend & Binder
167. Ribes stenocarpum Maxim.
168. Ribes sucheziense Jancz.
169. Ribes takare D. Don
170. Ribes tenue Jancz.
171. Ribes thacherianum (Jeps.) Munz
172. Ribes tianquanense S. H. Yu & J. M. Xu
173. Ribes tolimense Cuatrec.
174. Ribes tortuosum Benth.
175. Ribes trilobum Meyen
176. Ribes triste Pall.
177. Ribes tularense (Coville) Standl.
178. Ribes tumerec Weigend & Breitkopf
179. Ribes turbinatum Pojark.
180. Ribes uva-crispa L.
181. Ribes valdivianum Phil.
182. Ribes velutinum Greene
183. Ribes viburnifolium A. Gray
184. Ribes victoris Greene
185. Ribes villosum Wall.
186. Ribes vilmorinii Jancz.
187. Ribes viridiflorum (W. C. Cheng) L. T. Lu & G. Yao
188. Ribes viscosissimum Pursh
189. Ribes viscosum Ruiz & Pav.
190. Ribes watsonianum Koehne
191. Ribes weberbaueri Jancz.
192. Ribes wolfii Rothr.
193. Ribes xizangense L. T. Lu
194. Ribes ×berisioides Jancz.
195. Ribes ×nidigrolaria Rud. Bauer & A. Bauer; josta
196. Ribes ×varoi Blanca